# ژاندارک (اپرا)

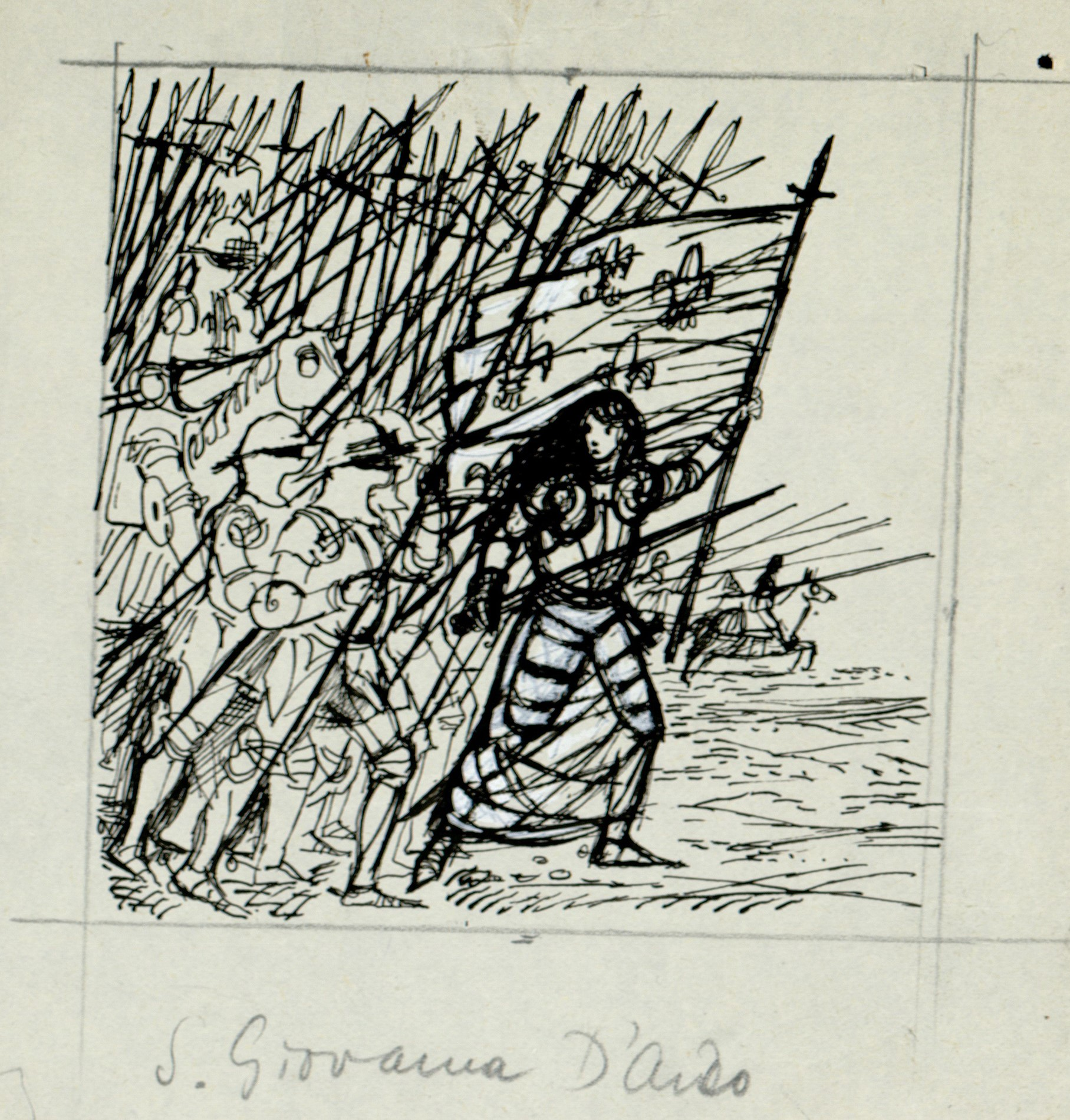
ژاندارک

ژاندارک (انگلیسی: Giovanna d'Arco) اپرایی است با یک پرلوگ و در سه‌پرده از جوزپه وردی که هفتمین اپرای وی محسوب می‌گردد. تنظیم لیبرتوی این اپرا بر عهدهٔ تمیستوکل سولرا، لیبرتو ایتالیایی بود که پیش از این لیبرتوی ابوکو و لومباردی را نیز تنظیم کرده بود.